# 滨海索特维尔
滨海索特维尔（法語：Sotteville-sur-Mer，法語發音：[sɔtvil syʁ mɛʁ]）是法国滨海塞纳省的一个市镇，属于迪耶普区。

## 地理
滨海索特维尔（49°52'53"N, 0°49'49"E）面积8.09 平方千米，位于法国诺曼底大区滨海塞纳省，该省份为法国北部沿海省份，其西部及北部濒大西洋英吉利海峡，东起顺时针与索姆省、瓦兹省、厄尔省和卡爾瓦多斯省接壤。
与滨海索特维尔接壤的市镇（或旧市镇、城区）包括：布洛斯维尔、丹堡、滨海圣欧班、沃勒莱罗斯。

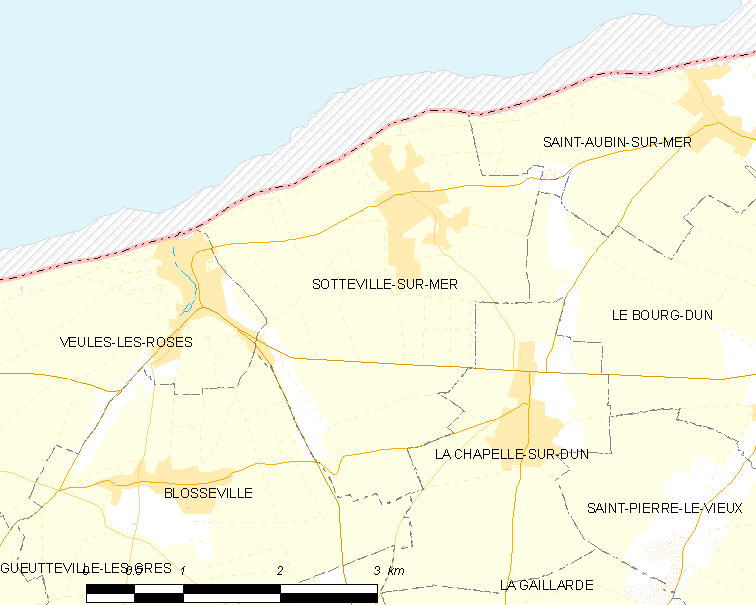
滨海索特维尔的OSM定位图

滨海索特维尔的时区为UTC+01:00、UTC+02:00（夏令时）。

## 行政
滨海索特维尔的邮政编码为76740，INSEE市镇编码为76683。

## 政治
滨海索特维尔所属的省级选区为科地区圣瓦勒里县。

## 人口

1962-2008年间滨海索特维尔人口变化图示

滨海索特维尔于2022年1月1日时的人口数量为394人。